# Willy Moy
Willy Moy est un gymnaste artistique français né le 13 juin 1956 à Forbach et mort le 5 mai 2015 à Saint-Avold.

## Biographie
Il participe aux Jeux olympiques d'été de 1976 à Montréal (33e en individuel et 10e par équipe) et aux Jeux olympiques d'été de 1980 à Moscou (8e par équipe et 16e en individuel). Il est également double médaillé d'or aux Jeux méditerranéens de 1979 (aux anneaux et par équipe).
Il est sacré champion de France du concours général individuel en 1980.
Il donne son nom à un mouvement aux barres parallèles, le "Moy", créé en 1978.
Il meurt d'une crise cardiaque à l'âge de 58 ans,.